# Iulus pyrenaicus
Iulus pyrenaicus är en mångfotingart som beskrevs av Henri W. Brölemann 1897. Iulus pyrenaicus ingår i släktet Iulus och familjen kejsardubbelfotingar. Inga underarter finns listade i Catalogue of Life.